# Giuseppe Provenzano (1982)
Giuseppe Luciano Calogero Provenzano, detto Peppe (San Cataldo, 23 luglio 1982), è un politico italiano.
È stato ministro per il Sud e la coesione territoriale dal 5 settembre 2019 al 13 febbraio 2021 nel governo Conte II.
Dal 17 marzo 2021 al 12 marzo 2023 è stato vicesegretario del Partito Democratico.

## Biografia
Originario di Milena, in provincia di Caltanissetta, si laurea in giurisprudenza all'Università di Pisa, ottiene il diploma di licenza in scienze giuridiche e consegue il dottorato alla Scuola Superiore Sant'Anna nel 2012. Nel 2010 diviene ricercatore della associazione Svimez, di cui dal 2016 è vice direttore. Si occupa di Mezzogiorno, e in particolare di politiche di coesione e di sviluppo del Sud. Membro del Comitato di redazione della Rivista economica del Mezzogiorno, ha scritto su diverse riviste economiche e giuridiche ed è periodicamente intervenuto nel dibattito politico attraverso articoli su Le Ragioni del Socialismo, l'Unità, Il Riformista, HuffPost, la Repubblica. Il suo ultimo libro è «La sinistra e la scintilla. Idee per un riscatto» edito da Donzelli.

### Attività politica
È stato capo della segreteria dell'assessore per l'economia della Regione Siciliana Luca Bianchi da dicembre 2012 a marzo 2014 e consulente del ministro dell'ambiente Andrea Orlando da giugno 2013 a febbraio 2014. Ha coordinato gli Stati generali della lotta alle mafie presso il Ministero della Giustizia tra il 2017 e il 2018.
Nel gennaio del 2018 rifiuta la candidatura alle elezioni politiche nelle liste del Partito Democratico, in polemica contro il metodo scelto dall'allora segretario Matteo Renzi. Al centro del suo rifiuto, in particolare, il fatto che nella compilazione delle liste Renzi avrebbe seguito criteri padronali e nepotistici, nello specifico indicando come capolista nella circoscrizione Sicilia 1 Daniela Cardinale, figlia dell'ex ministro Salvatore Cardinale.
Nel 2017 entra a far parte della Direzione Nazionale del Partito Democratico. Dal giugno 2019 è membro della Segreteria Nazionale come Responsabile delle politiche del lavoro.

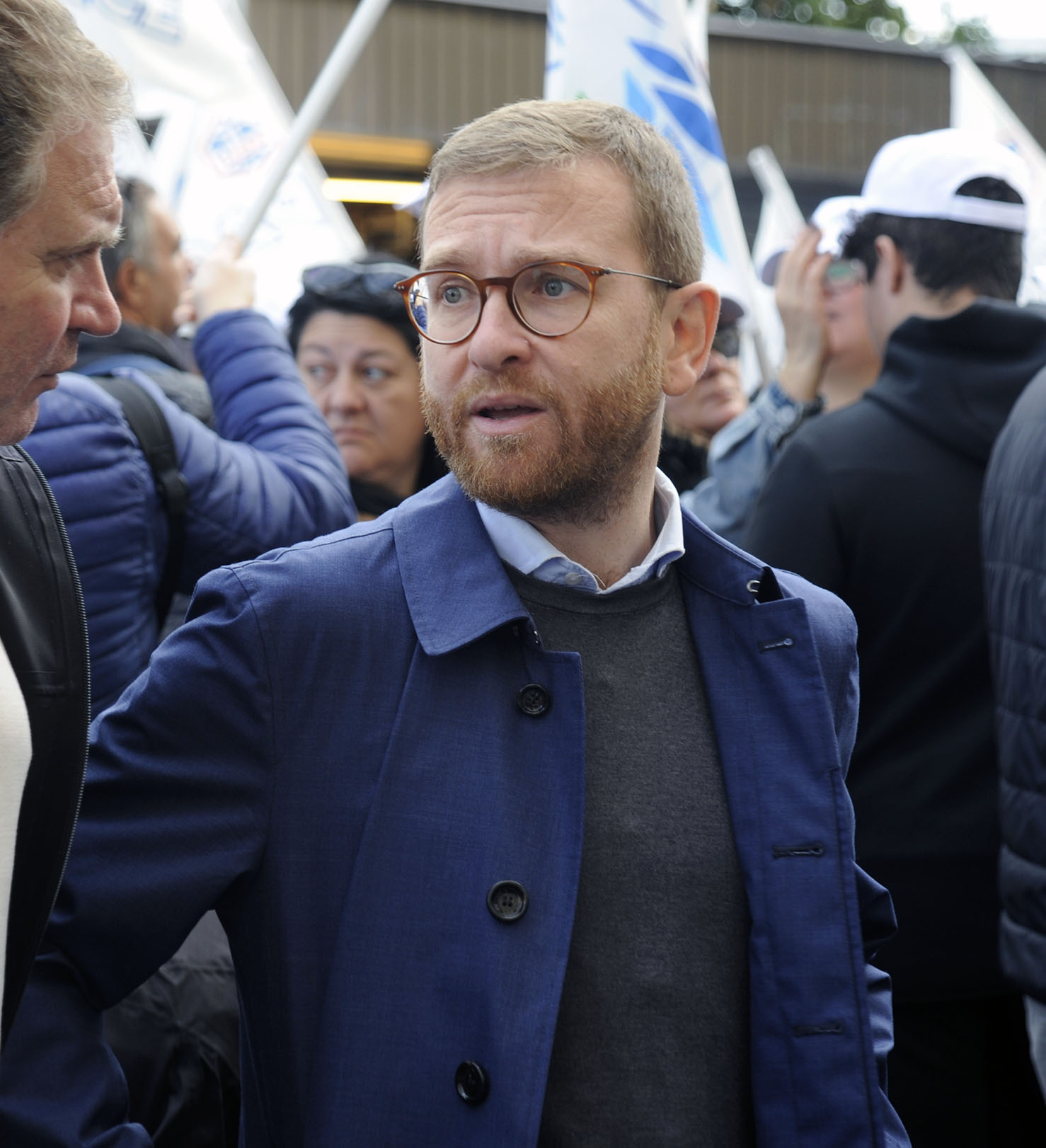
Provenzano alla Marcia Pace Roma 2022

Il 5 settembre dello stesso anno diventa ministro per il Sud e la coesione territoriale del governo Conte II. Da novembre 2019 presiede il gruppo di lavoro dei ministri del Partito Socialista Europeo (PES) che si occupano di coesione e sviluppo regionale.
Al centro della sua azione politica in questo ruolo la stesura di un "Piano per il Sud", costruito intorno a cinque grandi missioni pensate per colmare i deficit di sviluppo nel Mezzogiorno d'Italia. Tra gli obiettivi del piano la ripresa di un piano pubblico di investimenti al Sud, soprattutto in infrastrutture, e una migliore organizzazione della programmazione nella gestione dei fondi europei. Provenzano si è inoltre battuto per il rafforzamento della clausola del 34% delle spese in conto capitale da destinare al Mezzogiorno.
Il 7 agosto 2020 viene approvato il Dl "agosto", dove Provenzano ha inserito il cosiddetto "Pacchetto Sud", ossia un taglio del 30% dei contributi per chi assume nel Mezzogiorno o stabilizza i precari. La misura varrà dal 1º ottobre fino alla fine dell'anno, finanziato dal "Recovery Fund" dell'Unione europea.
Il 17 marzo 2021 viene nominato dal segretario del PD Enrico Letta, suo vicesegretario del Partito Democratico.
Alle elezioni politiche anticipate del 25 settembre 2022 viene candidato per la Camera dei deputati nei collegi plurinominali Sicilia 1 - 01 e Sicilia 1 - 02 come capolista della lista Partito Democratico - Italia Democratica e Progressista risultando eletto nel primo. Diventa poi vicepresidente del gruppo alla Camera.
Nell'aprile del 2023 è stato nominato Responsabile Esteri, Europa, Cooperazione internazionale nella Segreteria Nazionale di Elly Schlein.

## Posizioni politiche
È stato molto vicino allo storico esponente del PCI Emanuele Macaluso, e nel gennaio 2021, all'indomani della morte, lo ha ricordato in una commossa orazione funebre.
Nell'aprile 2018 ha promosso l'iniziativa Sinistra Anno Zero, dove ha esposto le sue linee per una ripartenza del PD dopo la sconfitta elettorale del 4 marzo 2018 e le dimissioni dell'allora segretario Renzi. Provenzano ha invocato una discontinuità, in direzione di una maggiore sensibilità sociale e di una vocazione più spiccata nella lotta alle diseguaglianze.
Da Ministro, si è fatto promotore di politiche che colmino il divario di investimenti tra il Nord e il Sud Italia, per rendere il Mezzogiorno stesso un motore di crescita per l'Italia. Ha inoltre intrapreso azioni per far emergere il lavoro irregolare, attrarre investimenti e rilanciare la domanda di lavoro al Mezzogiorno.
Il 7 giugno 2020 invitato a parlare a una tavola rotonda sul confronto sulla ripartenza dopo la pandemia dall'Associazione Mecenate 90, accortosi che il comitato fosse composto esclusivamente da uomini ha declinato l'invito, parlando di una vera e propria "rimozione di genere".
Nell'estate del 2020, in riferimento all'imminente referendum del 20-21 settembre sulla riduzione dei parlamentari, si è schierato in favore del "Sì".
Si è dichiarato favorevole all'estensione del diritto ai matrimoni gay e alla legalizzazione delle droghe leggere.

## Opere
- Giuseppe Provenzano e Luca Bianchi, Ma il cielo è sempre più su? L'emigrazione meridionale ai tempi di Termini Imerese. Proposte di riscatto per una generazione sotto sequestro, Roma, Castelvecchi, 2010.[5]
- Giuseppe Provenzano, La sinistra e la scintilla, Roma, Donzelli Editore, 2019.[21][22]